# Povříslo

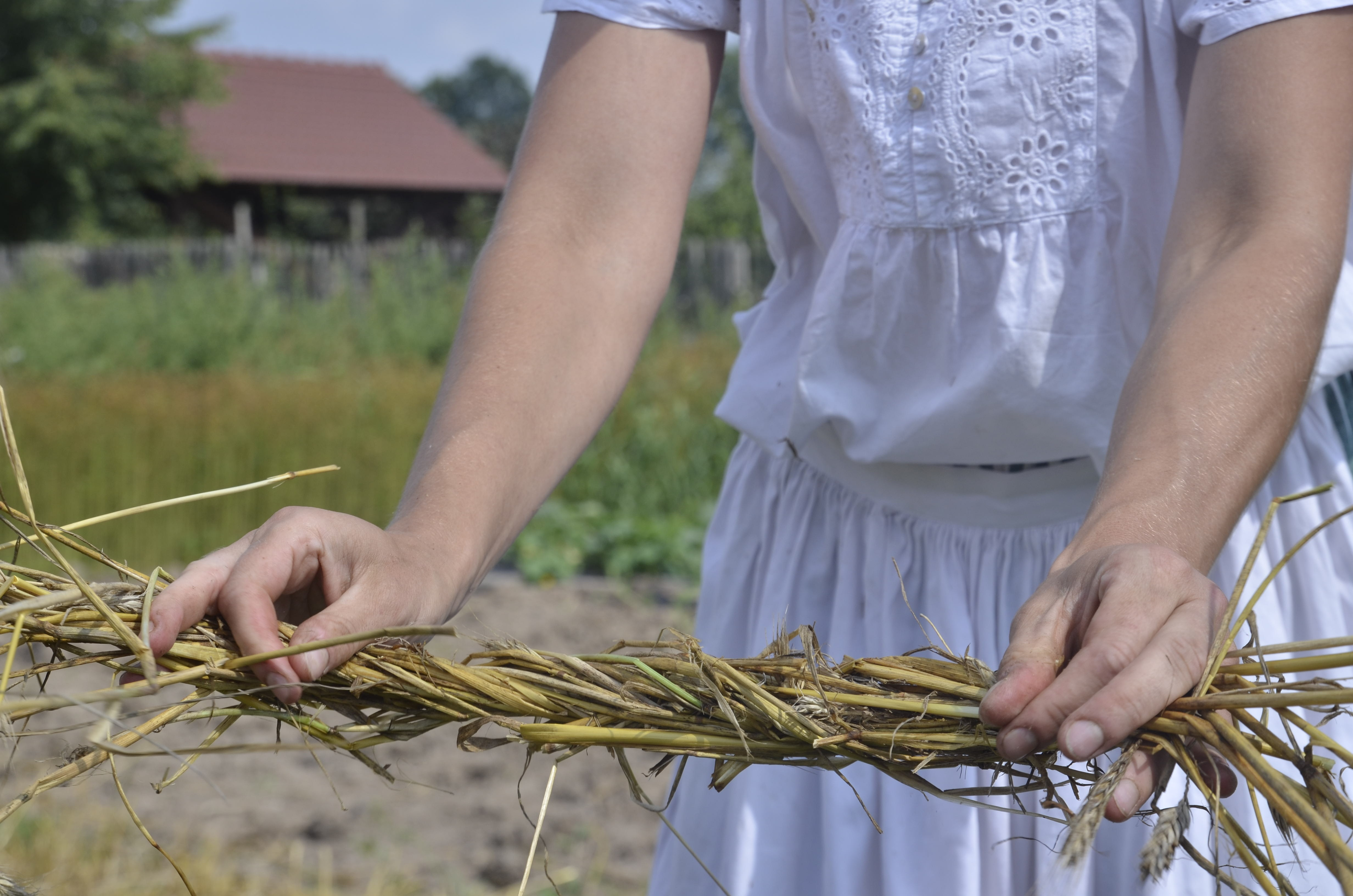
Povříslo

Povříslo (nářečně pobříslo) je druh provazu, sloužící původně především ke svazování snopů. Vyrábí se z obilných stonků (slámy). Povříslo je prakticky svazek stébel obilí, pro zvětšení délky se rozdělí na dvě poloviny, zkroutí se a udělá na svazku uzel. Celý svazek stébel obilí pak slouží ke svázání snopu. Snopy obilí se pak po 6 ks až 8 ks stavěly k sobě do kruhu, klasy směrem nahoru, vznikali tzv. panáci, aby obilí na slunci vyschlo.  
Výroba povřísel byla součástí žní. Vyráběly je především ženy a děti, a svazovaly jimi posečené obilí do snopů. Výroba povřísel postupně upadla, protože díky mechanizaci sklizňových prací nebylo třeba vázat snopy. Snopy začal vázat automatizovaně pojízdný samovazný stroj nazývaný samovaz ihned po pokosení stébel.
Ještě v 70. letech 20. století se vyráběla povřísla z provázku, na jehož konci bylo místo uzlíku přivázané dřívko, které usnadňovalo vázání snopů lnu.